# Basilique Saint-Antoine de Padoue
Pour les articles homonymes, voir Église Saint-Antoine-de-Padoue.
La basilique Saint-Antoine de Padoue (en italien : Basilica di Sant'Antonio da Padova) est la deuxième plus grande église de la ville de Padoue en Italie et la plus visitée. Elle n'est néanmoins pas la cathédrale padouane, titre qui revient au Dôme de Padoue. La place proche accueille la statue du Gattamelata, œuvre de Donatello. Ce dernier réalisa également dans l'église le maître-autel, la barrière du chœur et un crucifix. Elle est dédiée à saint Antoine de Padoue ou Lisbonne, un frère franciscain portugais du XIIIe siècle, docteur de l'Église.

## Architecture
Son style est hétéroclite avec une façade romane, des coupoles byzantino-vénitienne, une tour conique, des clochers et intérieur gothiques.
Son plan basilical est à croix latine, à trois nefs et un court transept. Elle comprend six chapelles et plusieurs cloîtres, celui du chapitre dit « du Magnolia », celui du noviciat, celui du « bienheureux Luca » dit aussi « du général », gothique de 1435, qui permet d'accéder au musée d'art sacré et de la dévotion antonienne et à la bibliothèque antonienne. Dans l'escalier qui mène à la bibliothèque Le Baptême de sainte Justine est un retable peint en 1738 pour la Basilique par Giacomo Ceruti.
Un déambulatoire entoure le chœur.
La basilique mesure 115 m de long et 55 m de large. À l'intérieur, la hauteur maximale est de 38,5 m. Le bâtiment est couronné de 8 coupoles, 2 clochers (68 m), et 2 clochers-minarets. 
La façade mesure 37 m de large et 28 m de haut. Elle se compose de 5 arcs surmontés d'une loggia et d'une balustrade. Les portes en bronze sont de Camillo Boito et datent de 1895. Dans la lunette de la porte centrale est reproduite une fresque de Mantegna. La statue de saint Antoine au-dessus du portail est également une copie, celle de l'ouvrage de Rinaldino di Puydarrieux. Sur le parvis, on retrouve une statue équestre du condottière Erasmo da Narni, dit Le Gattamelata, coulée en bronze par Donatello en 1453. Il s'agit de la première statue équestre coulée en Italie depuis l'époque romaine.
Trois rosaces éclairent l'intérieur, une sur la façade et les deux autres de part et d'autre du maître-autel.

## Histoire
Le corps de saint Antoine fut déposé en 1231 dans la petite église Santa Maria Mater Domini (« Sainte Marie Mère de Dieu »), incorporée ensuite à la basilique en chapelle de la Vierge Noire.
La construction de la basilique décidée, un an après la mort de saint Antoine de Padoue, commença en 1238 et se continua jusqu'en 1310. 
D'abord église franciscaine à une seule nef et une petite abside, s'y ajoutèrent les deux nefs latérales entre 1256 et 1310.
L'aspect de la basilique continua d'être modifié jusqu'au XVe siècle, surtout après l'incendie puis l'écroulement d'un clocher. Les travaux du XVe siècle incluent le ré-haussement du déambulatoire, la réorganisation du chœur avec l'installation d'un jubé. Pietro Lombardo, fils de Martino da Canova, sculpteur et architecte, travailla beaucoup dans la basilique jusqu'à l'âge de 29 ans, en 1464, où il sculpta notamment le monumento di Antonio Roselli et la lapide sepolcrale di Jacopo Pavini (« pierre tombale de Jacopo Pavini »).

## Intérieur

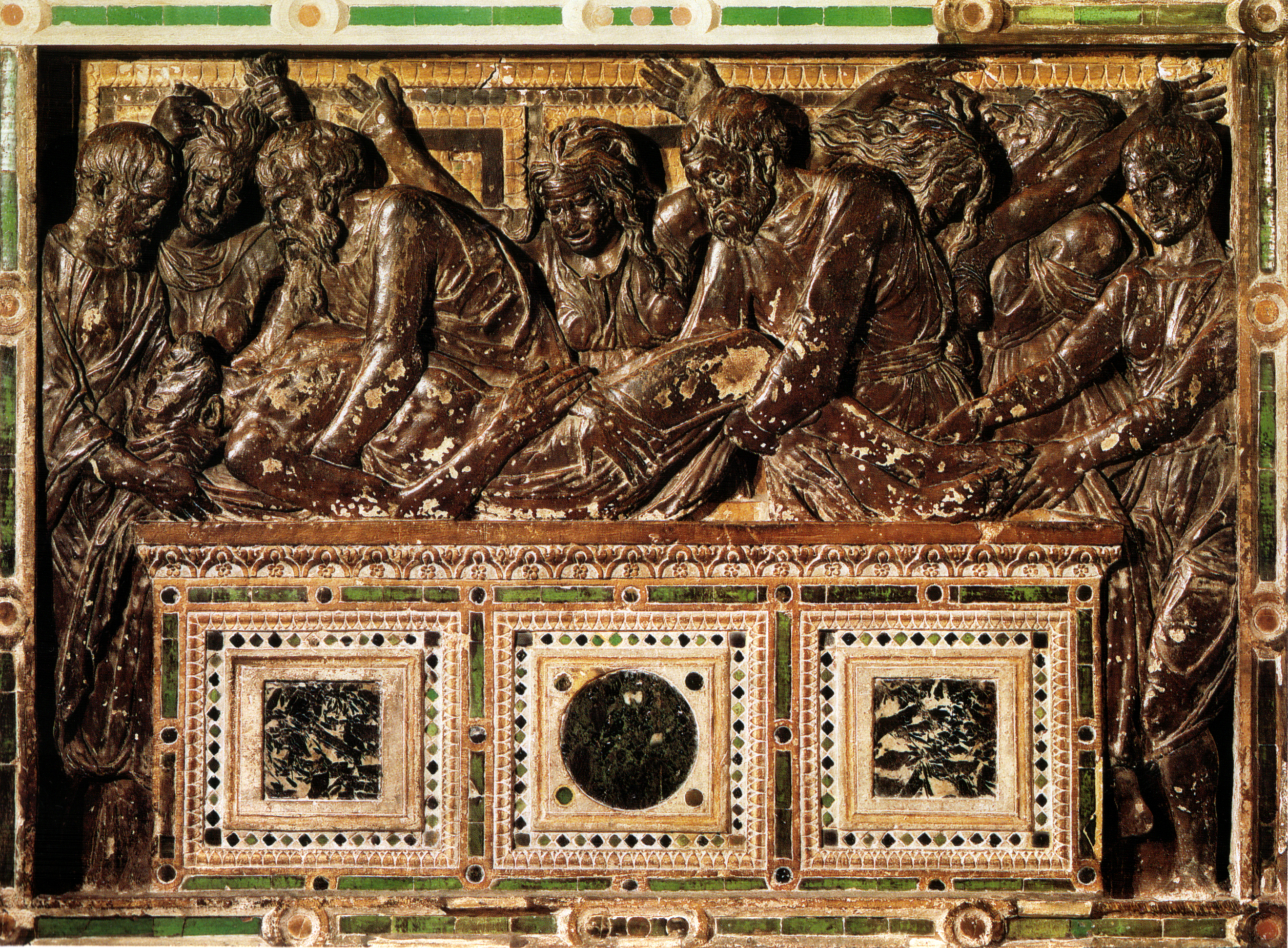
Bas-relief de la Déposition du maître-autel.
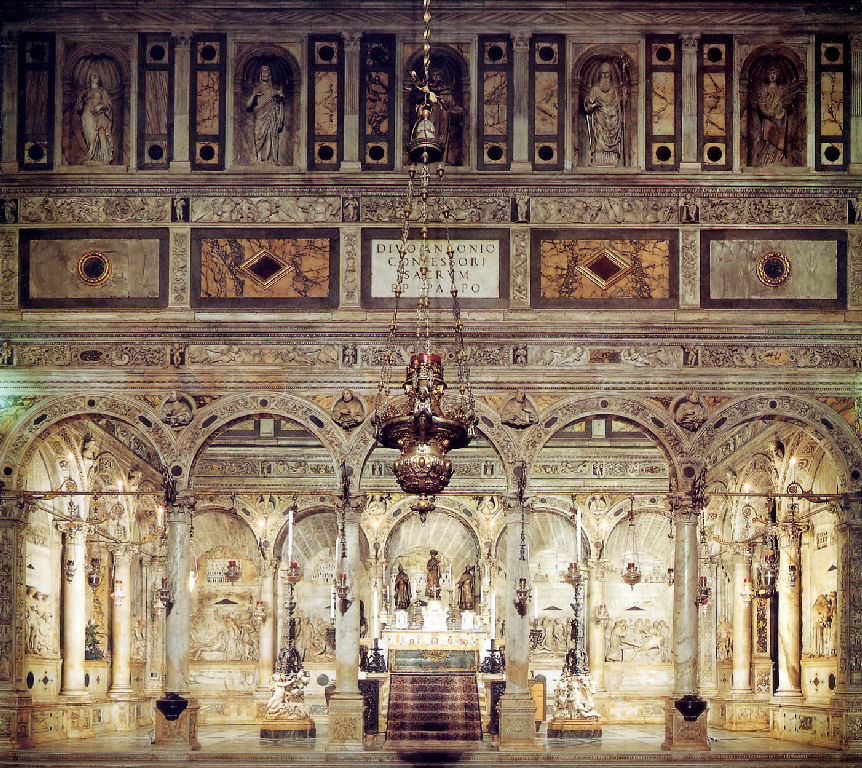
Chapelle et tombeau de saint Antoine.
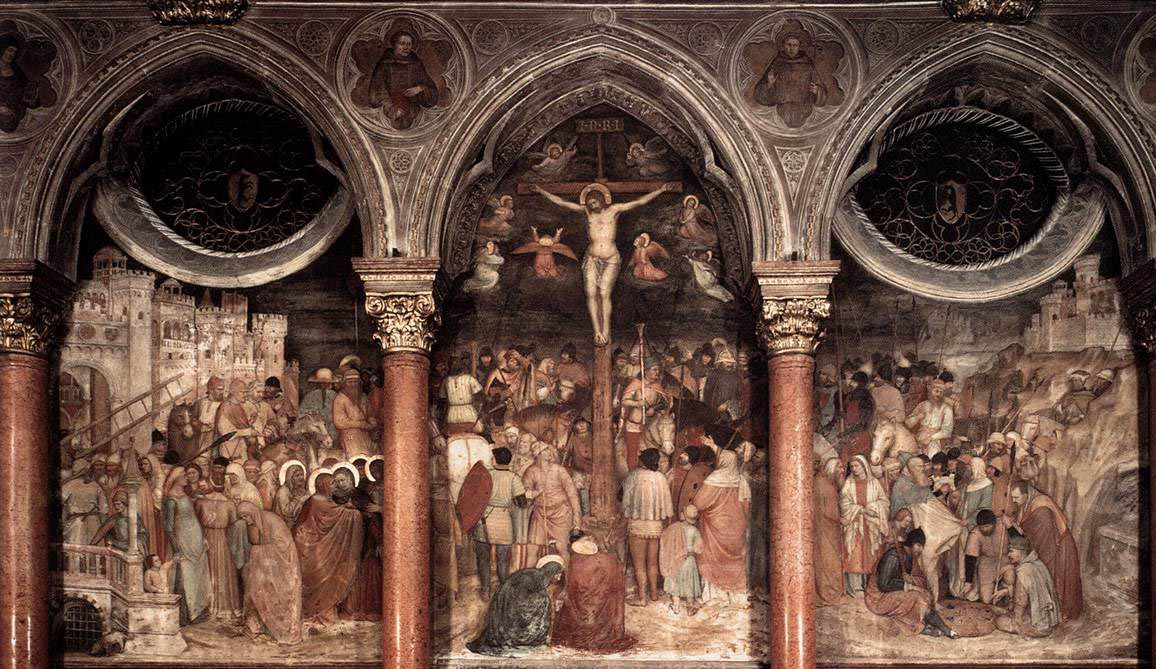
Crucifixion d'Altichiero da Zevio de la chapelle Saint-Félix.
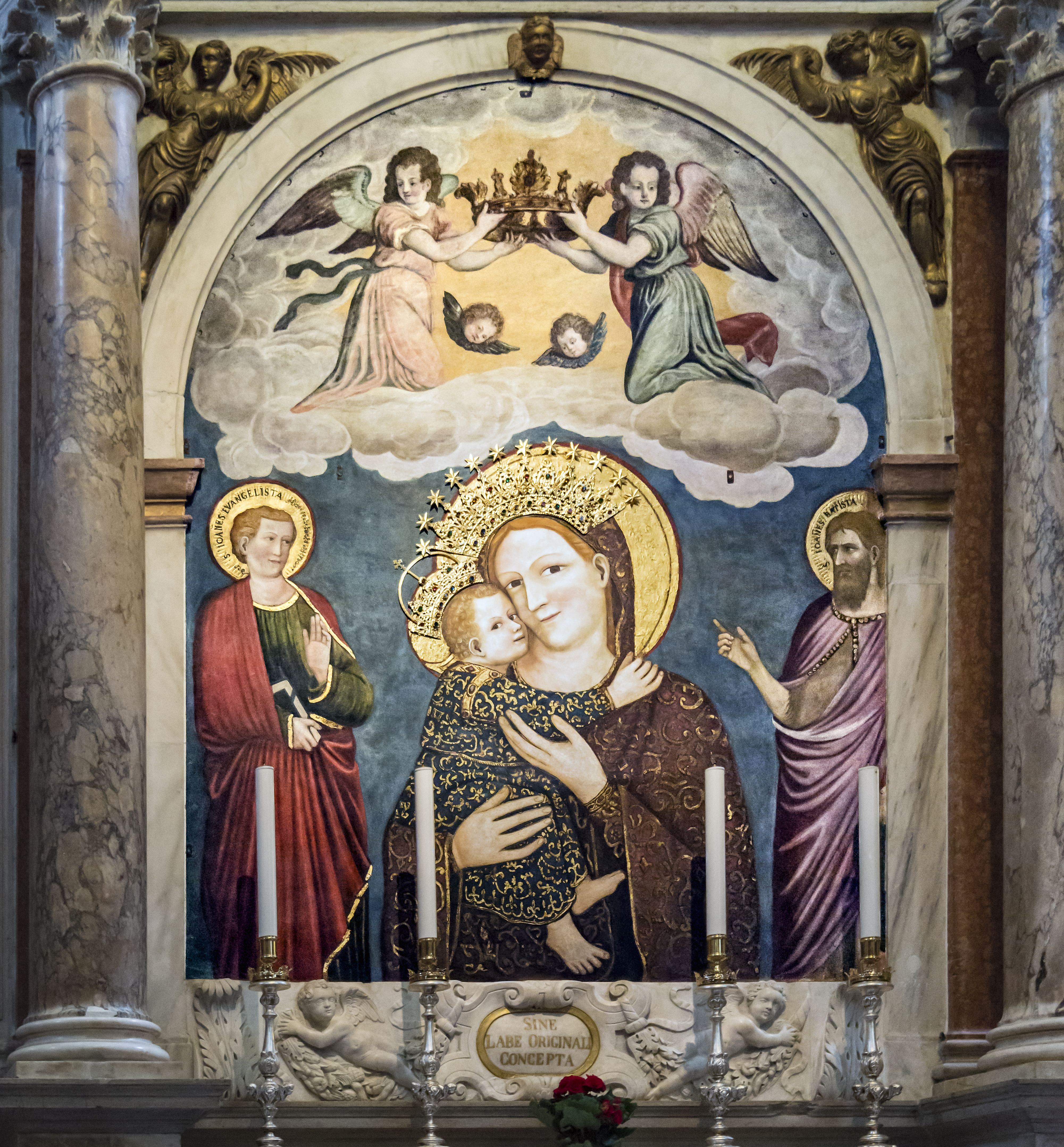
La Madonna del Pilastro par Stefano da Ferrara

### Le maître-autel et le chœur
Sur et autour de l'autel datant de 1895 figure un ensemble de 30 statues, œuvre de Camillo Boito. Une Vierge à l'Enfant et les six saints patrons de la ville, saint François d'Assise, sainte Justine, saint Louis d'Anjou, saint Antoine, saint Daniel et saint Prosdocime, ainsi qu'un crucifix, sont de Donatello. Ces œuvres sont rassemblées ici après le déplacement d'un précédent autel ainsi que ses bas-reliefs de la Vie de saint Antoine qualifiés « de plus beaux bas-reliefs du monde » par André Suarès. Sur la balustrade, on retrouve quatre statues en bronze de Tiziano Aspetti. À gauche de l'autel, s'élève un candélabre d'Andrea Briosco datant de 1515. Les parois du chœur sont ornées de douze bas-reliefs en bronze de Bartolomeo Bellano et d'Andrea Briosco. Des décorations plus récentes sont signées par Achille Casanova à partir de 1902. 

### La chapelle Saint-Antoine

Photo de Paolo Salviati en 1891

Aussi appelée la chapelle du tombeau, elle daterait du XVIe siècle. Le tombeau de saint Antoine, du sculpteur Tiziano Aspetti, (fin XVIe siècle) nommé l'« Arche », trône au centre et supporte les statues de saint Antoine entouré de saint Bonaventure et saint Louis d'Anjou (les fidèles tournent autour pour toucher l'arrière du caisson). La chapelle   s'ouvre sur la nef latérale par une façade en arcades à quatre colonnes et pilastres latéraux  surmontée de médaillons en  tondo des bustes des quatre évangélistes. 
- La partie supérieure de la façade affiche, dans des niches, les statues des saints (de Fantoni en stuc, les autres en marbre) :
  - Sainte Justine, de Giovanni Minello (1513),
  - Saint Jean Baptiste, de Severo Calzetta (1500),
  - Saint Antoine, de Giacomo Fantoni (1533),
  - Saint Prosdocime de Padoue, de Sebastiano da Lugano (1503),
  - Saint Daniel martyr, de Giacomo Fantoni (1533).
- hauts-reliefs des miracles de saint Antoine sur les flancs de la chapelle :
  - Saint Antoine reçoit l'habit franciscain, d'Antonio Minello (it) (1512),
  - Le mari jaloux poignarde sa femme et dans le cintre Saint Antoine intercède auprès de Dieu pour le miracle de Giovanni Rubino (entre 1524 et 1529), complétés par  Silvio Cosini entre 1534 et 1536,
  - Saint Antoine ressuscite une jeune fille par  Danese Cattaneo (1512),
  - Saint Antoine ressuscite une jeune fille signé de Jacopo Sansovino (entre sa commande de 1536 et la fin de sa réalisation de 1563),
  - L'Enfant ressuscité, commencé par Antonio Minello entre 1520 et 1528, complété par  Jacopo Sansovino en 1534,
  - Le Cœur de l'avare défunt de Tullio Lombardo (signé et daté de 1525),
  - Saint Antoine rattache le pied d'un jeune garçon de Tullio Lombardo (même date),
  - Miracle du verre resté intact,
  - Saint Antoine fait parler le nouveau-né d'Antonio Lombardo, frère cadet de Tullio.
- deux candélabres en argent sont placés de chaque côté du tombeau et datent du XVIIe siècle.

### La chapelle du Bienheureux Luca Belludi

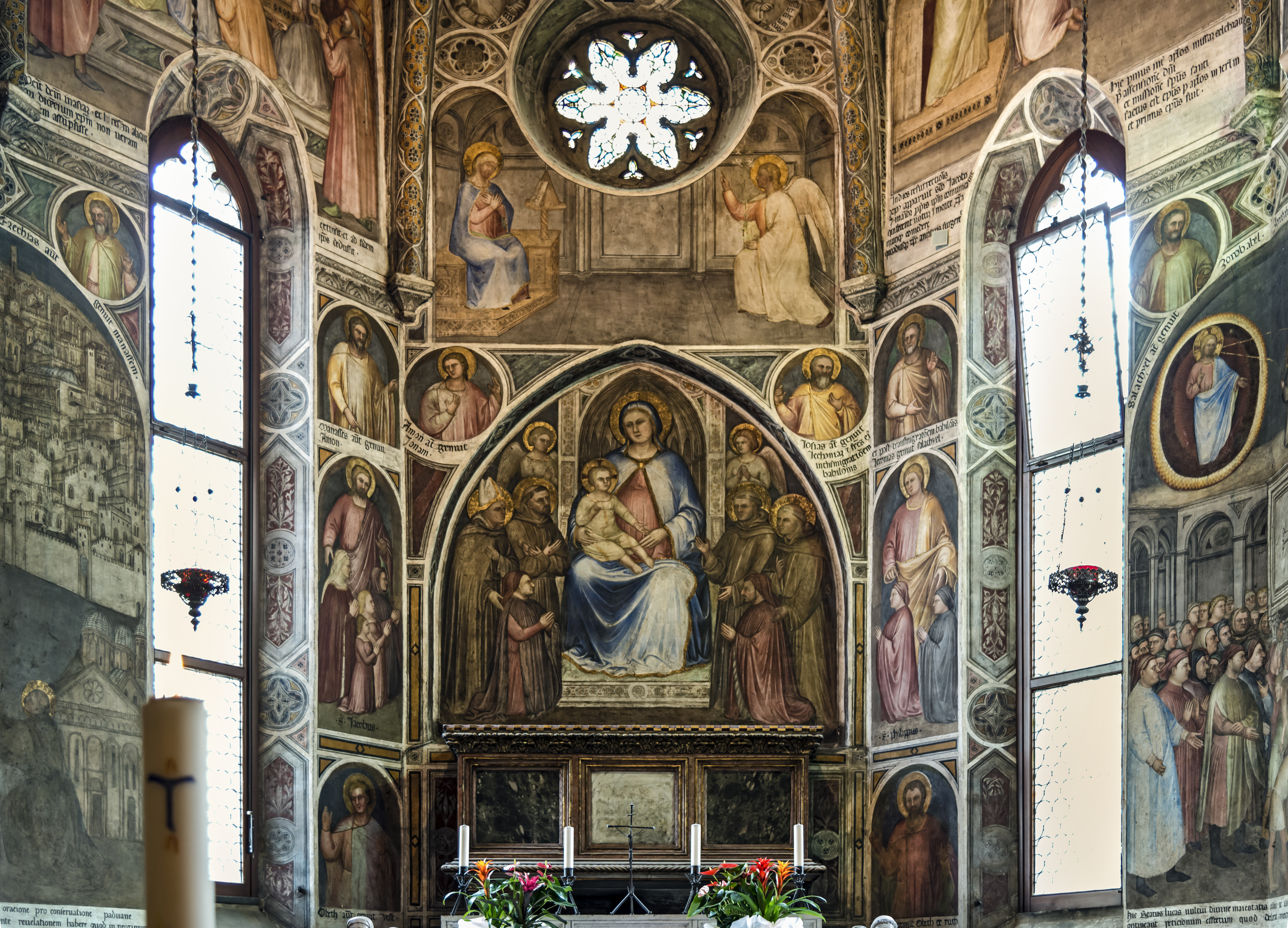
La Chapelle du Bienheureux Luca Belludi

Aussi appelée chapelle de saint Philippe et saint Jacques le Mineur, apôtres, la chapelle est dédiée au bienheureux Luca Belludi, compagnon et successeur de saint Antoine. Les fresques de l'artiste florentin Giusto de' Menabuoi, qui datent de la seconde moitié du XIVe siècle (1382), représentent la Vierge entourée de saints franciscains, des épisodes de la vie de Luca et des apôtres Philippe et Jacques. Le tombeau qui sert également d'autel abrite le corps de Luca.

### La chapelle du Saint-Sacrement ou Chapelle des Gattamelata
Carrée, de style gothique à quatre colonnes et voûte à nervures, elle date de 1458. Conçue pour les tombeaux des Gattamelata, elle devient en 1651 la chapelle du Saint-Sacrement. La décoration est l'œuvre de Lodovico Pogliaghi (entre 1927 et 1936), à l'exception du retable de Palma il Vecchio, La Vierge en majesté entourée de saints.

### La chapelle Saint-Jacques ou Saint-Félix
Située symétriquement à la chapelle Saint-Antoine, dans le transept droit, elle fut élevée pour Bonifacio Lupi de la famille Lupi di Soragna, et décoré par l'architecte et sculpteur Andriolo de Santi en 1372, date à laquelle Altichiero da Zevio termina ses fresques dont sa Crucifixion. 

### Les chapelles rayonnantes
Les neuf chapelles qui entourent le déambulatoire sont dites rayonnantes en raison de leur disposition. Toutes, sauf la chapelle des reliques, sont décorées de fresques datant des XIXe et XXe siècles.
- Chapelle Saint-Joseph avec des fresques d'Ermolao Paoletti.
- Chapelle Saint-François d'Assise avec des fresques d'Adolphe de Karolis et d'Ubaldo Oppi.
- Chapelle Saint-Léopold avec des fresques de Gherardo Fugel.
- Chapelle Saint-Stanislas avec des fresques de Taddeo Popiel.

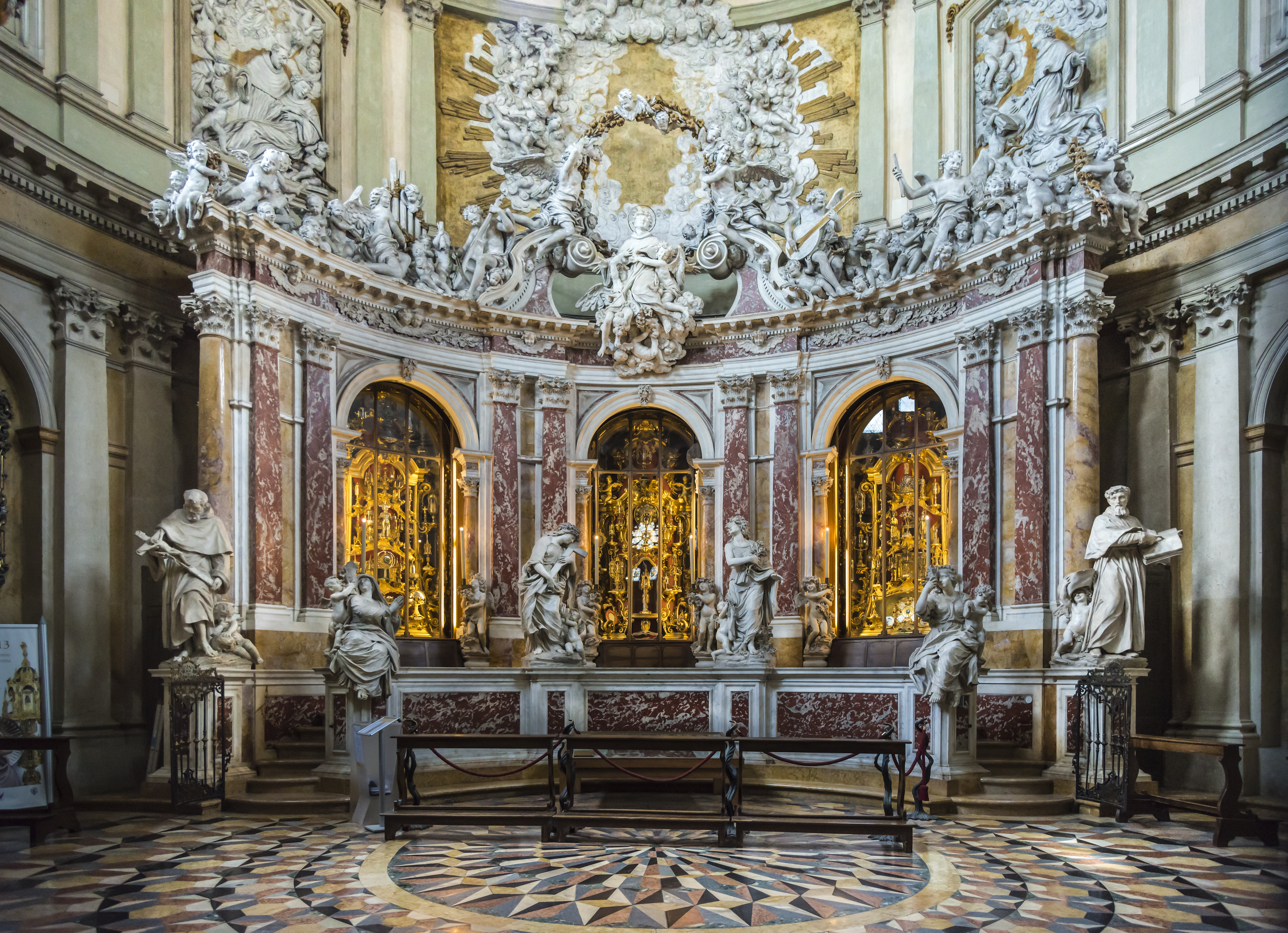
La chapelle des Reliques.

- Chapelle du Trésor ou chapelle des reliques, de style baroque, dessinée par le Génois Filippo Parodi. En 1745, les reliques de saint Antoine y furent translatées : trois niches avec de nombreux reliquaires en or, des anciens vœux, des objets liturgiques et sacrés. La niche centrale abrite le reliquaire du XIVe siècle, de Giuliano da Firenze, du menton de saint Antoine et celui de la croix en cristal, réalisé en 1437 par Giambattista Fabbro, et ceux du XVe siècle de la langue et de 1981 par Carlo Balljana de l'appareil vocal du saint. Sont visibles également la bure et les deux premières châsses où furent placés les restes mortels du Saint. Les sculptures sont de Filippo Parodi et représentent Saint François d'Assise, la Foi, l'Humilité, la Pénitence, la Charité, saint Bonaventure et saint Antoine en gloire sur la niche centrale.
- Chapelle Saint-Étienne avec des fresques de Ludwig Seitz.
- Chapelle Saint-Boniface avec des fresques de Martin Feuerstein.
- Chapelle Sainte-Rose-de-Lima avec fresques de Biagio Biagetti.
- Chapelle des bénédictions, nommée ainsi pour le passage des souvenirs votifs, elle comporte des fresques de Pietro Annigoni sur le Péché originel, le Prêche aux poissons de saint Antoine (1981) qui commémore l'événement survenu en 1223 à Rimini, Le Saint affronte le tyran Ezzelino III da Romano (1982) et La Crucifixion (1982).

### La chapelle de la Vierge Noire
C'est la chapelle de l'ancien couvent franciscain, l'ancienne église Santa Maria Mater Domini, où saint Antoine passa la dernière période de sa vie et où il fut enterré en 1231 jusqu'en 1263. L'autel et la statue de la Vierge à l'Enfant sont de Rinaldin de Puydarrieux.

### La chapelle Saint-François
Peinte à fresque par Adolfo de Carolis en 1928 et Ubaldo Oppi en 1939 ; monument à Cassandra Mussato (+1506)

### Le chœur
Chœur décoré par Achille Casanova entre 1903 et 1939, qui comportaient des stalles gothiques  de Lorenzo et Cristoforo Canozzi (1462-1469) qui furent détruites par un incendie en 1749, et remplacées au XVIIIe siècle.

### La sacristie
- Fresques de Saint Antoine prêchant aux poissons et du Verre jeté à terre et resté intact de Girolamo Tessari (1528),
- Fresques de la Gloire de saint Antoine de Pietro Liberi (1665),
- Fresque  de La Vierge à l'Enfant entre saint François et saint Antoine sur la lunette de la porte.

### Les grandes orgues
L'orgue de la Basilique a été construit par le facteur d'orgues Vegezzi-Bossi, puis modifié par Mascioni. Il est le plus grand de la ville et l'un des plus grands d'Italie, avec près des 6 600 tuyaux et 98 jeux; il est placé sur la tribune du transept sud et dans le chœur.

### Intérieur de la façade
Au-dessus de la porte centrale, une fresque de Pietro Annigoni peinte en 1985 représente Saint Antoine prêchant du haut du noyer. Une Vierge à l'Enfant de Stefano da Ferrara de 1350 est peinte sur le premier pilastre à gauche.

## Les cloîtres
Cinq cloîtres sont attenants à la basilique :
- le cloître du Paradis ;
- le cloître du Général : donne accès à une exposition multimédia sur la vie de saint Antoine ;
- le cloître du Musée ou du Bienheureux Luca Belludi : donne accès au Musée antonien et au Musée de la dévotion populaire ;
- le cloître du Noviciat : doit son nom à l'aile du couvent qui donne sur le cloître ;
- le cloître du Magnolia : aussi appelé cloître du Chapitre en raison de sa situation à côté de la salle du Chapitre devenue une chapelle ; il est construit autour d'un jardin qui donne son nom au cloître.

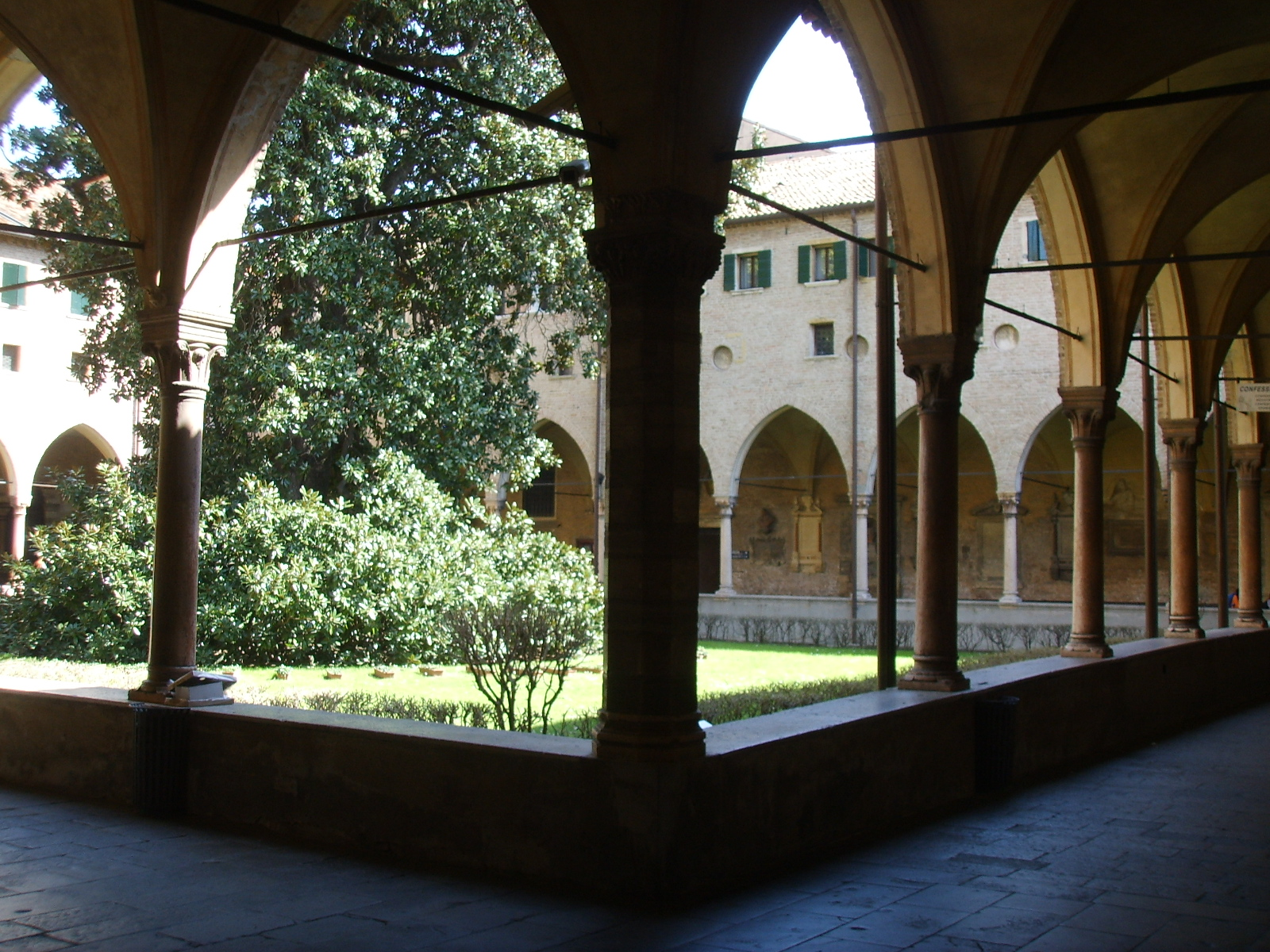
Cloître du Chapitre dit « du Magnolia ».
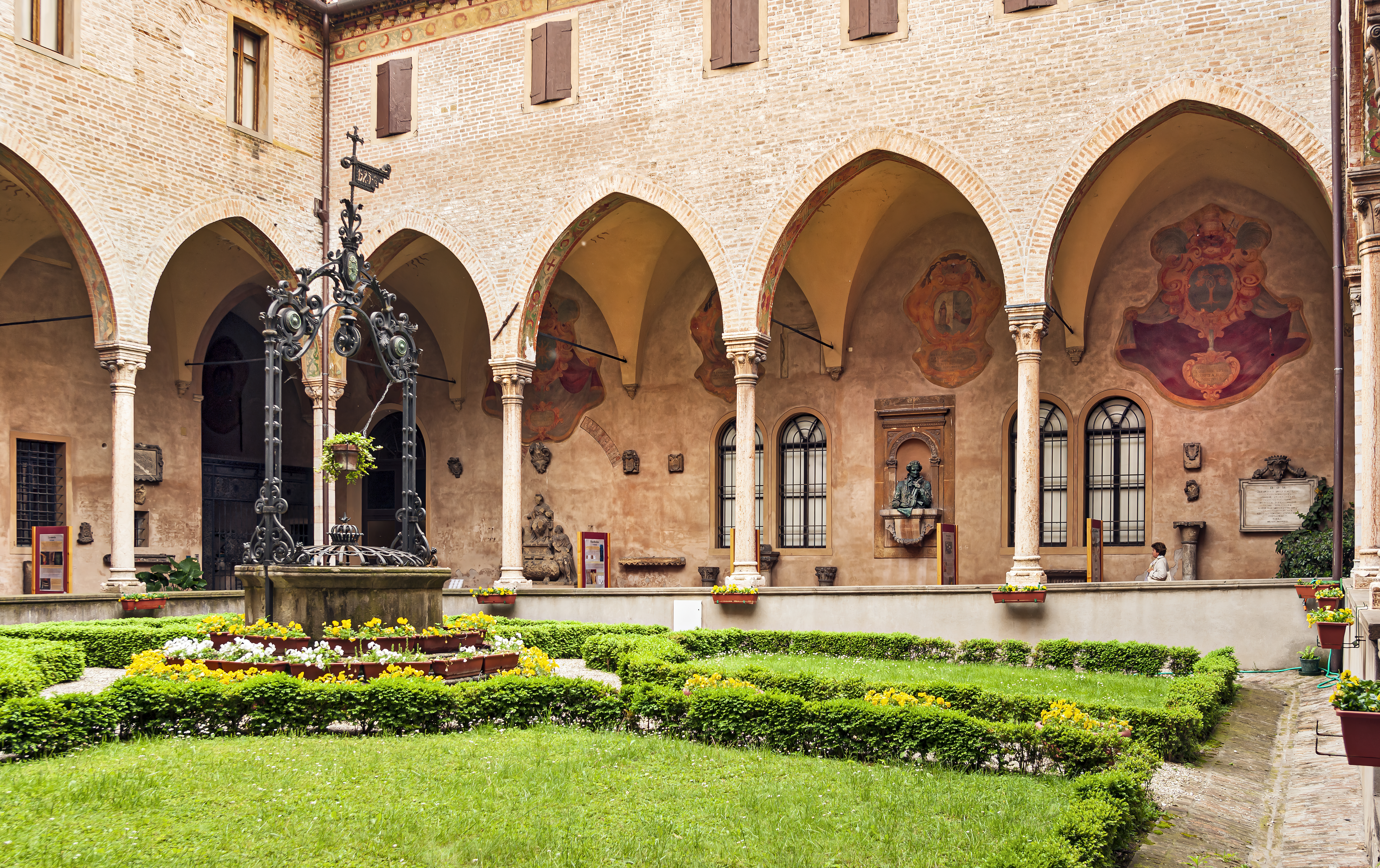
Cloître du Noviciat
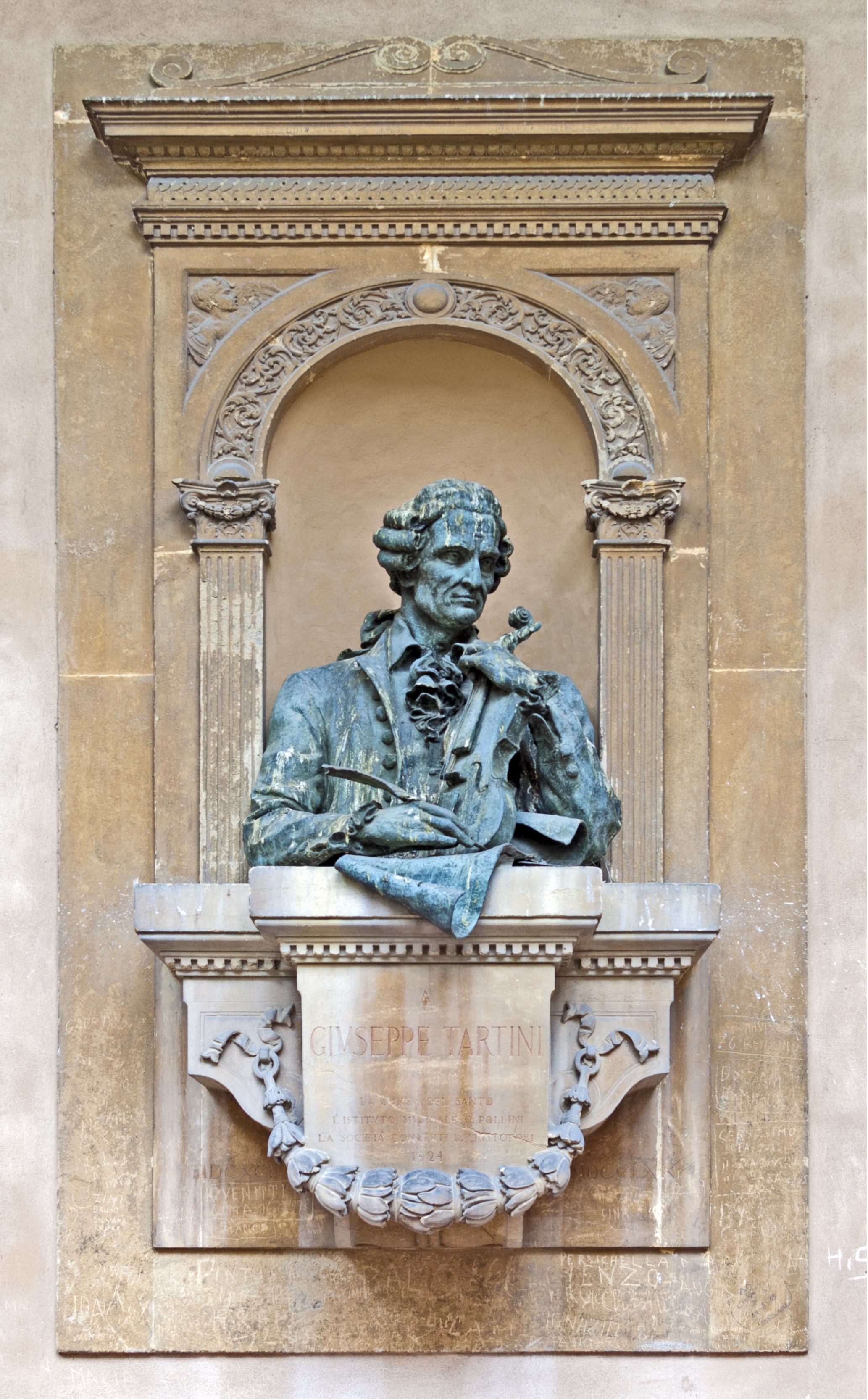
Le monument à Giuseppe Tartini

## Autres bâtiments connexes
- L’oratoire Saint-Georges de Padoue, dont les parois de la chapelle sont entièrement décorées de fresques par Altichiero da Zevio.
- La Scuola di Sant'Antonio dite Scoletta (XVe siècle) était le siège de la Confrérie de saint Antoine. Le rez-de-chaussée date de 1430 et l'étage de 1504. Il comporte une salle de conférence avec dix-huit peintures (restaurées en 2006) sur des scènes de la vie de saint Antoine, dont trois fresques de Titien jeune, réalisées en 1511, sur des miracles de saint Antoine :
  - Miracle du nouveau-né disculpant sa mère accusée d'adultère,
  - Miracle du pied recousu,
  - Miracle de la mule pendant l'Eucharistie.
- Le couvent franciscain : construit sur l'emplacement de la maison habitée par saint Antoine. Il se développe autour des cinq cloîtres. Au cours des siècles, il a accueilli les novices de la congrégation franciscaine, dont Sixte IV. Les papes Pie VI et Pie VII y sont venus en pèlerinage.

## Sources
- (it) Cet article est partiellement ou en totalité issu de l’article de Wikipédia en italien intitulé « Basilica di Sant'Antonio di Padova » (voir la liste des auteurs).
- Bureau d'informations de la basilique Saint-Antoine, Saint Antoine et sa basilique, Padoue, Messagerio di Sant'Antonio, 2015, 47 p. (ISBN 978-88-250-4072-2).